# 大陇镇 (当涂县)
大陇乡，是中华人民共和国安徽省马鞍山市当涂县下辖的一个乡镇级行政单位。

## 行政区划
大陇乡下辖以下地区：
大陇口社区、南柘村、孙赵村、龙潭村、霍村、塘桥村、麻村、平王村、韩村、新丰村、新生村、上禾村、双禾村和戎楚村。